# Прапор Гібралтару

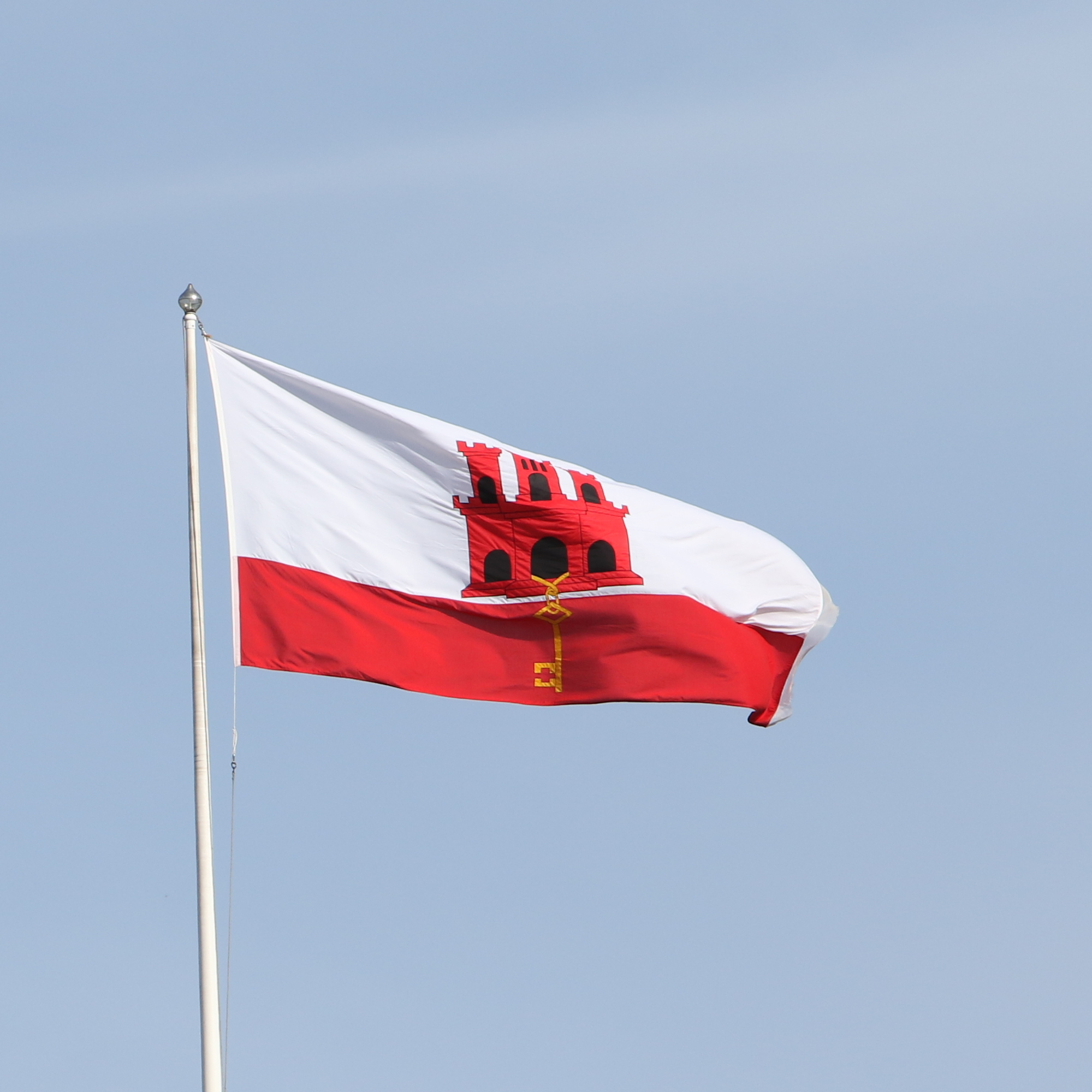
Прапор Гібралтару

Пра́пор Гібралта́ру — один із символів Гібралтару. Офіційно затверджений 8 листопада 1982 року.

## Опис
Прапор складається з двох горизонтальних смуг білого (подвійної ширини) і червоного кольорів. Білий колір символізує мир і чесність, червоний — силу, відвагу та мужність.
Посередині білої смуги розташована фортеця з трьома вежами, що характеризує стратегічне розташування Гібралтару. З воріт замку звисає золотий ключ, який вказує на важливість колонії при вході у Середземне море.
Співвідношення сторін 1:2.

## Історія
В основі прапора Гібралтару лежить герб, дарований 10 липня 1508 року Ізабеллою Кастильською.